# Gilia inconspicua
Gilia inconspicua là một loài thực vật có hoa trong họ Polemoniaceae. Loài này được (Sm.) Sweet mô tả khoa học đầu tiên năm 1826.

## Hình ảnh

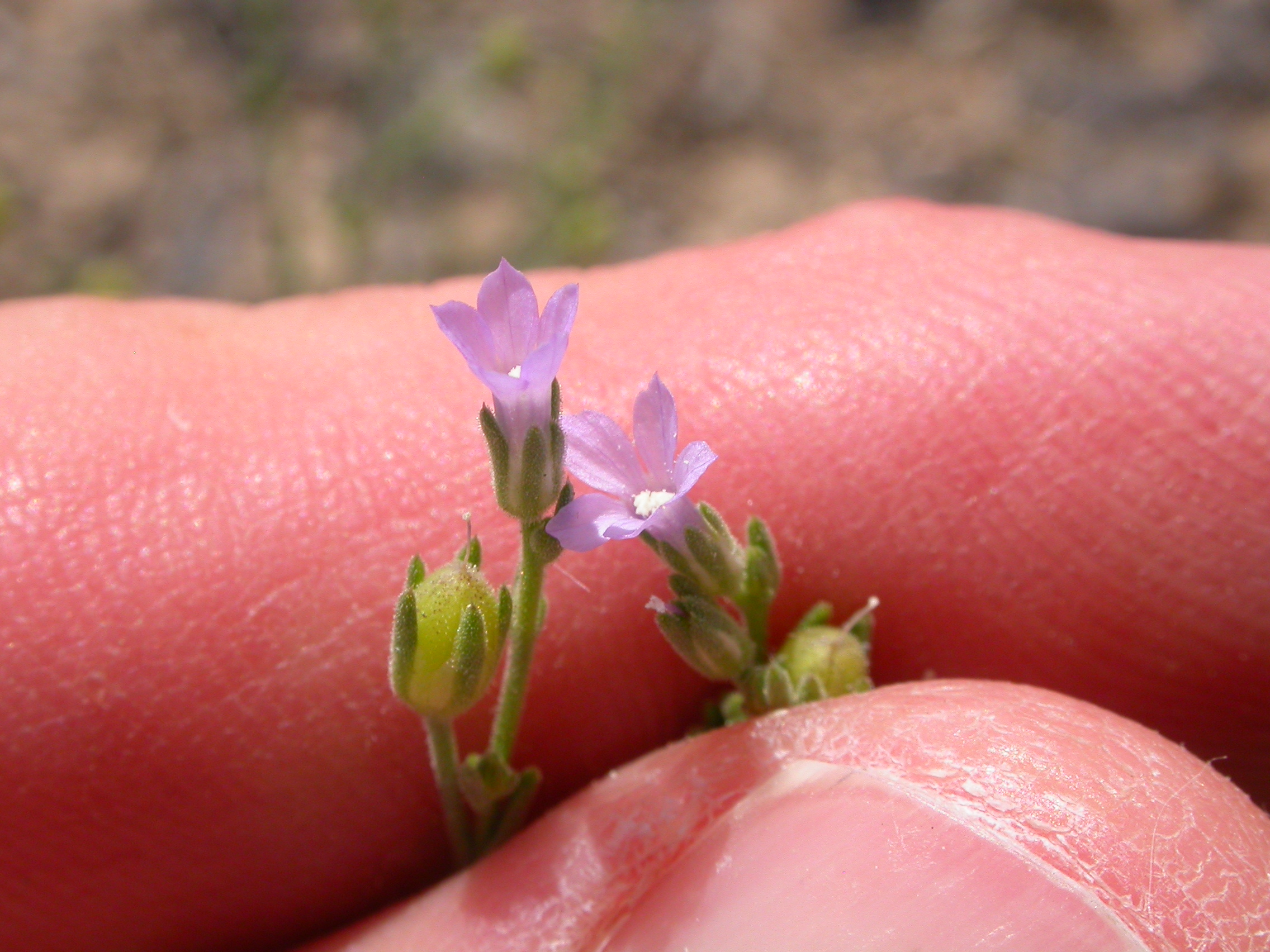